# Ménil-Hubert-sur-Orne
Pour les articles homonymes, voir Hubert.
Ménil-Hubert-sur-Orne est une commune française, située dans le département de l'Orne en région Normandie, peuplée de 487 habitants.

## Géographie
Le Ménil-Hubert, village situé dans les collines de la Suisse normande dans le département de l'Orne, est à la limite du Calvados, près de Pont-d'Ouilly. Le lieu-dit Lozier est rattaché à cette commune ainsi que l'ancienne commune de Rouvrou située en contrebas et abritant le camping.

### Hydrographie
La commune est située dans le bassin Seine-Normandie. Elle est drainée par l'Orne, la Rouvre, le Noireau, le cours d'eau 02 de la Thibaudière, le fossé 02 de la Saunerie et le ruisseau de la Mare des Bois,,.
L'Orne, d'une longueur de 170 km, prend sa source dans la commune d'Aunou-sur-Orne et se jette  dans l'embouchure de l'Orne à Merville-Franceville-Plage, après avoir traversé 60 communes. Les caractéristiques hydrologiques de l'Orne sont données par la station hydrologique située sur la commune du Mesnil-Villement. Le débit moyen mensuel est de 15,9 m3/s. Le débit moyen journalier maximum est de 228 m3/s, atteint lors de la crue du 28 décembre 1999. Le débit instantané maximal est quant à lui de 259 m3/s, atteint le 5 janvier 2001.

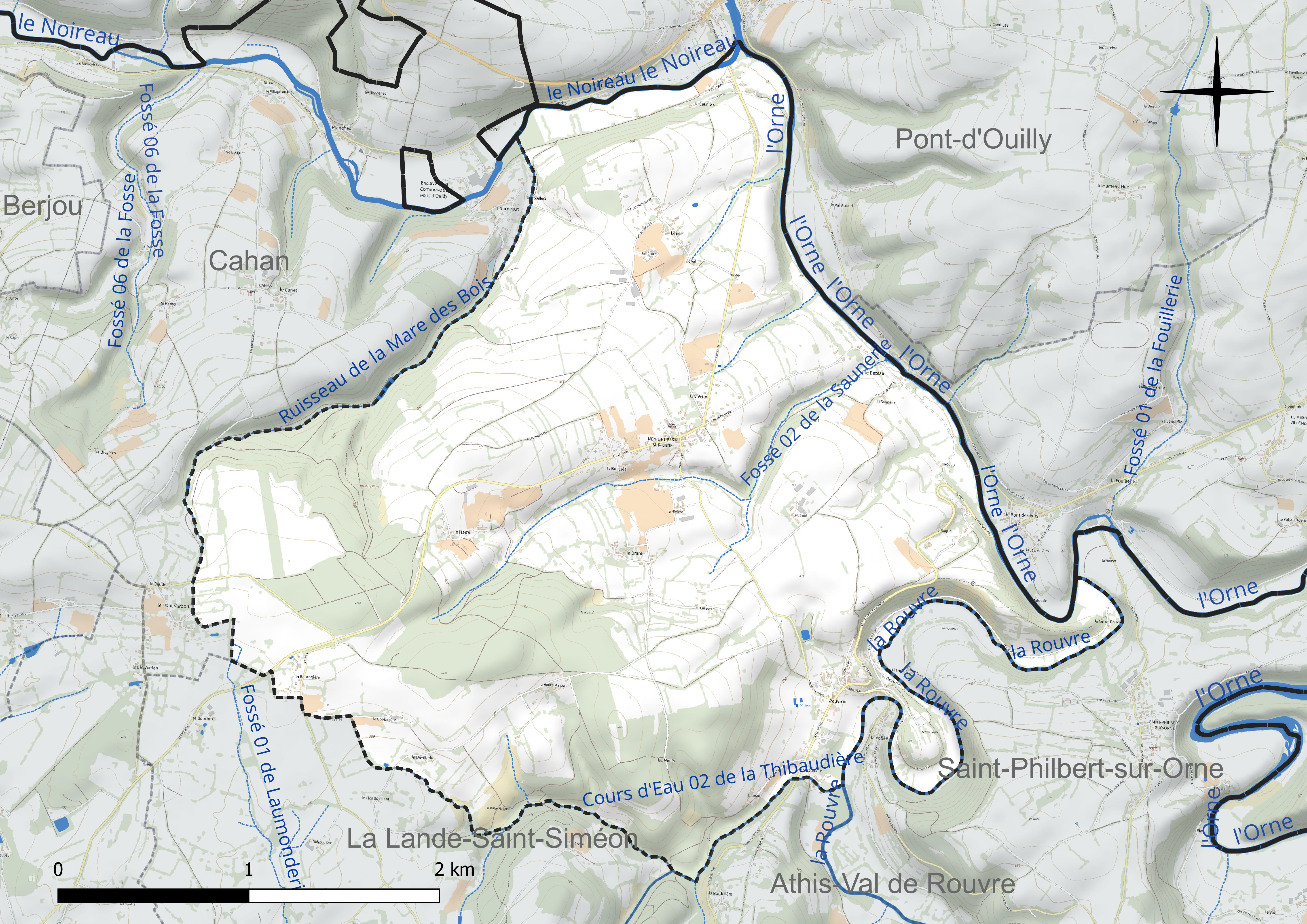
Réseau hydrographique de Ménil-Hubert-sur-Orne.

La Rouvre, d'une longueur de 46 km, prend sa source dans la commune de Beauvain et se jette  dans l'Orne à Mesnil-Villement, après avoir traversé 17 communes. Les caractéristiques hydrologiques de la Rouvre sont données par la station hydrologique située sur la commune d'Athis-Val de Rouvre. Le débit moyen mensuel est de 3,44 m3/s. Le débit moyen journalier maximum est de 58,5 m3/s, atteint lors de la crue du 5 janvier 2001. Le débit instantané maximal est quant à lui de 70 m3/s, atteint le même jour.
Le Noireau, d'une longueur de 43 km, prend sa source dans la commune de Saint-Christophe-de-Chaulieu et se jette  dans l'Orne sur la commune, après avoir traversé 15 communes. Les caractéristiques hydrologiques de le Noireau sont données par la station hydrologique située sur la commune de Cahan. Le débit moyen mensuel est de 6,95 m3/s. Le débit moyen journalier maximum est de 106 m3/s, atteint lors de la crue du 28 décembre 1999. Le débit instantané maximal est quant à lui de 123 m3/s, atteint le 6 janvier 2001.

### Climat
Pour des articles plus généraux, voir Climat de la Normandie et Climat de l'Orne.
En 2010, le climat de la commune est de type climat océanique altéré, selon une étude du CNRS s'appuyant sur une série de données couvrant la période 1971-2000. En 2020, Météo-France publie une typologie des climats de la France métropolitaine dans laquelle la commune est exposée à un climat océanique et est dans la région climatique Normandie (Cotentin, Orne), caractérisée par une pluviométrie relativement élevée (850 mm/a) et un été frais (15,5 °C) et venté. Parallèlement le GIEC normand, un groupe régional d’experts sur le climat, différencie quant à lui, dans une étude de 2020, trois grands types de climats pour la région Normandie, nuancés à une échelle plus fine par les facteurs géographiques locaux. La commune est, selon ce zonage, exposée à un « climat contrasté des collines », correspondant au Bocage normand, bien arrosé, voire très arrosé sur les reliefs les plus exposés au flux d’ouest, et frais en raison de l’altitude.
Pour la période 1971-2000, la température annuelle moyenne est de 10,5 °C, avec une amplitude thermique annuelle de 12,5 °C. Le cumul annuel moyen de précipitations est de 757 mm, avec 11,6 jours de précipitations en janvier et 7,3 jours en juillet. Pour la période 1991-2020, la température moyenne annuelle observée sur la station météorologique la plus proche, située sur la commune de Pierrefitte-en-Cinglais à 6 km à vol d'oiseau, est de 11,2 °C et le cumul annuel moyen de précipitations est de 806,5 mm,. Pour l'avenir, les paramètres climatiques de la commune estimés pour 2050 selon différents scénarios d’émission de gaz à effet de serre sont consultables sur un site dédié publié par Météo-France en novembre 2022.

## Urbanisme

### Typologie
Au 1er janvier 2024, Ménil-Hubert-sur-Orne est catégorisée commune rurale à habitat dispersé, selon la nouvelle grille communale de densité à sept niveaux définie par l'Insee en 2022.
Elle est située hors unité urbaine et hors attraction des villes,.

### Occupation des sols
L'occupation des sols de la commune, telle qu'elle ressort de la base de données européenne d’occupation biophysique des sols Corine Land Cover (CLC), est marquée par l'importance des territoires agricoles (78,9 % en 2018), en diminution par rapport à 1990 (82,2 %). La répartition détaillée en 2018 est la suivante : 
prairies (47,7 %), terres arables (24 %), forêts (16,5 %), zones agricoles hétérogènes (7,2 %), zones urbanisées (3,3 %), espaces verts artificialisés, non agricoles (1,3 %). L'évolution de l’occupation des sols de la commune et de ses infrastructures peut être observée sur les différentes représentations cartographiques du territoire : la carte de Cassini (XVIIIe siècle), la carte d'état-major (1820-1866) et les cartes ou photos aériennes de l'IGN pour la période actuelle (1950 à aujourd'hui).

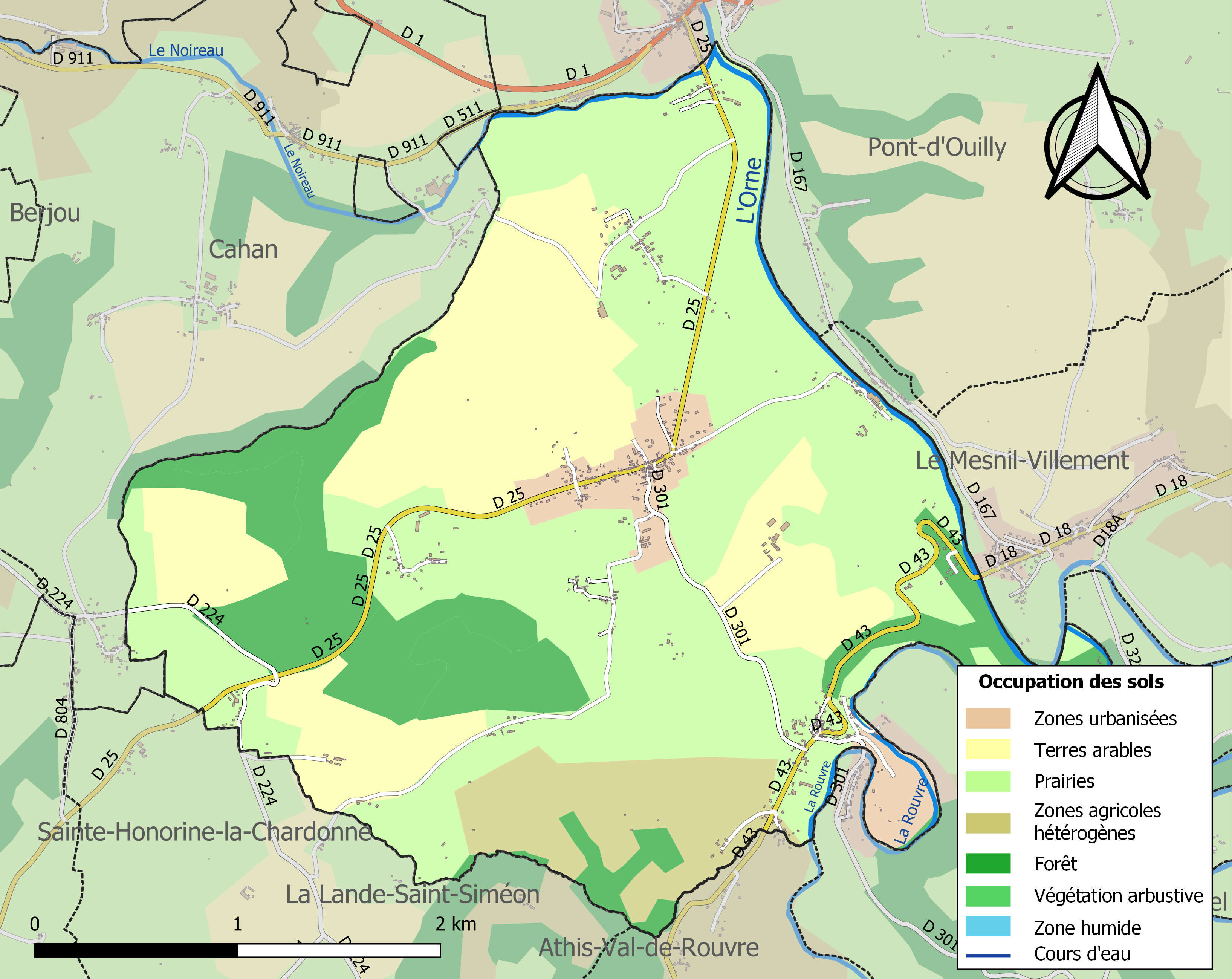
Carte des infrastructures et de l'occupation des sols de la commune en 2018 (CLC).

## Toponymie
Le nom de la localité est attesté sous la forme Maisnilio Huberti entre 1070 et 1079.
L'ancien français mesnil, « domaine rural », est à l'origine de nombreux toponymes, notamment en Normandie. La graphie Ménil a été imposée pour les différents Mesnil de l'Orne par un préfet au début du XIXe siècle.
Comme le plus souvent avec cet appellatif, le complément doit être le nom de famille du propriétaire du domaine.
L'Orne est un fleuve côtier, des deux départements de l'Orne et du Calvados.

## Politique et administration
| Période                                  | Période   | Identité          | Étiquette | Qualité                     |
| ---------------------------------------- | --------- | ----------------- | --------- | --------------------------- |
| avant 1988                               | ?         | Maurice Ribot     | SE        | électricien                 |
| 1995                                     | mars 2008 | Fernand Vaudevire | SE        | Retraité de l'industrie     |
| mars 2008                                | En cours  | Jacky Alleau      | SE        | Responsable d'exploitations |
| Les données manquantes sont à compléter. |           |                   |           |                             |

## Démographie
L'évolution du nombre d'habitants est connue à travers les recensements de la population effectués dans la commune depuis 1793. Pour les communes de moins de 10 000 habitants, une enquête de recensement portant sur toute la population est réalisée tous les cinq ans, les populations de référence des années intermédiaires étant quant à elles estimées par interpolation ou extrapolation. Pour la commune, le premier recensement exhaustif entrant dans le cadre du nouveau dispositif a été réalisé en 2004.
En 2022, la commune comptait 487 habitants, en évolution de +1,25 % par rapport à 2016 (Orne : −3,21 %, France hors Mayotte : +2,11 %).
| 1793  | 1800  | 1806  | 1821  | 1831  | 1836  | 1841  | 1846  | 1851  |
| ----- | ----- | ----- | ----- | ----- | ----- | ----- | ----- | ----- |
| 1 005 | 1 009 | 1 056 | 1 173 | 1 308 | 1 190 | 1 215 | 1 210 | 1 168 |

| 1856  | 1861  | 1866  | 1872  | 1876  | 1881  | 1886 | 1891 | 1896 |
| ----- | ----- | ----- | ----- | ----- | ----- | ---- | ---- | ---- |
| 1 147 | 1 176 | 1 166 | 1 100 | 1 058 | 1 011 | 939  | 850  | 817  |

| 1901 | 1906 | 1911 | 1921 | 1926 | 1931 | 1936 | 1946 | 1954 |
| ---- | ---- | ---- | ---- | ---- | ---- | ---- | ---- | ---- |
| 803  | 733  | 644  | 511  | 545  | 525  | 540  | 563  | 561  |

| 1962 | 1968 | 1975 | 1982 | 1990 | 1999 | 2004 | 2006 | 2009 |
| ---- | ---- | ---- | ---- | ---- | ---- | ---- | ---- | ---- |
| 542  | 473  | 392  | 380  | 388  | 360  | 372  | 377  | 403  |

| 2014 | 2019 | 2022 | - | - | - | - | - | - |
| ---- | ---- | ---- | - | - | - | - | - | - |
| 474  | 484  | 487  | - | - | - | - | - | - |

## Lieux et monuments
- Église Saint-Martin.
- Église Notre-Dame de Rouvrou.
- Le calvaire, érigé en 1909, sur la route départementale 43 au lieu-dit Rouvrou.

## Personnalités liées à la commune
- Pierre Cally (1630 à Ménil-Hubert - 1709), professeur de philosophie à Caen, adepte du cartésianisme.